# Gyula Gál
Gyula Gál (ur. 18 sierpnia 1976 w Várpalota), węgierski piłkarz ręczny, występujący na pozycji obrotowego. Jego atrybuty fizyczne to 193 cm i 116 kg. Obecnie występuje w klubie RK Croatia Osiguranje Zagrzeb, wcześniej grał w zespole MKB Veszprém KC (w 115 występach zdobył 299 goli). Jest podstawowym obrotowym reprezentacji Węgier, z którą wystąpił na rozgrywanych w Niemczech MŚ 2007. W reprezentacji w 88 występach zdobył 144 bramki.